# Francis Baily
Francis Baily (sinh 28 tháng 4 năm 1774 - mất 30 tháng 8 năm 1844) là một nhà thiên văn học người Anh. Ông nổi tiếng nhất với những quan sát của ông về hiệu ứng vòng hạt Baily trong thời gian nhật thực diễn ra. Ngoài ra, ông là một trong những người sáng lập Hội Thiên văn Vương thất và giữ chức chủ tịch bốn lần.

## Cuộc đời
Baily được sinh ra tại Newbury ở Berkshire năm 1774.
Baily bước vào Sở Giao dịch Chứng khoán Luân Đôn năm 1799.
Những ấn phẩm liên tiếp Tables for the Purchasing and Renewing of Leases (1802), The Doctrine of Interest and Annuities (1808), và The Doctrine of Life-Annuities and Assurances (1810) đã bất ngờ biến ông thành một nhà văn nổi tiếng. 
Sau khi nghỉ hưu trong việc kinh doanh, ông bắt đầu tham gia các hoạt động thiên văn học.

## Công việc

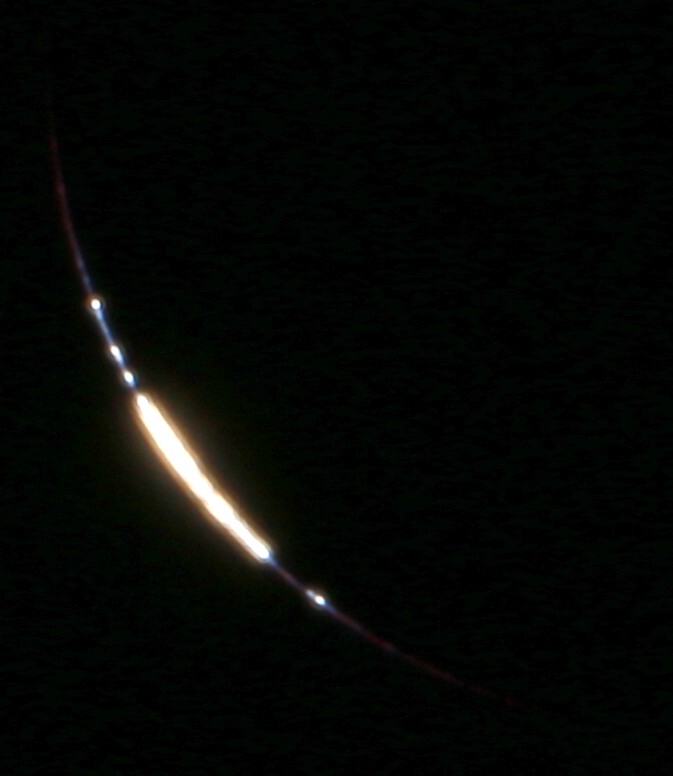
Hiện tượng Baily xảy ra chỉ trong 4 giây

Vào năm 1820, Francis Baily là một trong những nhân vật quan trọng của Hội Thiên văn Hoàng gia
Ông nhận được huân chương vàng của hội vào năm 1827.
Sau đó, vào năm 1843, ông lại giành được huy chương vàng của hội.
Ông được bầu làm Chủ tịch Hội Thiên văn Hoàng gia bốn lần, với nhiệm kỳ hai năm (1825–27, 1833–35, 1837–39 và 1843–45). Và không có ai khác giữ vị trí này nhiều hơn ông cả.
Quan sát của ông về hiệu ứng vòng hạt Baily trong khi nhật thực hình khuyên xảy ra vào ngày 15 tháng 5 năm 1836, tại Inch Bonney, Roxburghshire, đã bắt đầu hàng loạt các cuộc thám quan sát nhật thực hiện đại. Hiện tượng này được ông mô tả một cách sinh động để thu hút sự chú ý vào nhật thực toàn phần ngày 8 tháng 7 năm 1842 tại Pavia.
Baily qua đời tại Luân Đôn vào ngày 30 tháng 8 năm 1844 và được chôn cất trong hầm mộ gia đình tại nhà thờ St Mary ở Thatcham.